# Ramsdorf
Ramsdorf is een kasteelvrijheid en stadsdeel van Velen in de Duitse deelstaat Noordrijn-Westfalen, gelegen in de Kreis Borken. Eigenlijk zijn er van oorsprong twee gemeenten geweest, Ramsdorf (het centrale plaatsje) en Kirchspiel Ramsdorf.

## Geschiedenis
Ramsdorf, oorspronkelijk Ransdorp genoemd, was aanvankelijk een dorp, totdat de Strijd om Bredevoort (1322-1326) losbrak. Toen graaf Reinald II van Gelre door de koop van de heerlijkheid Bermentfelde (Barnsfeld) aanspraak maakte op het gebied en gericht van Honberg, liet de bisschop van Münster als reactie daarop onmiddellijk op 25 mei 1319 het dorp Ramsdorf versterken en verleende het dorp o.a. marktrecht. Het waren geen volledige stadsrechten; Ramsdorf werd zo een wigbold, tussen de status van stad en die van dorp in. In het jaar 1323 waren Johan van Bermentvelde van Ramsdorf en zijn zoon Gerhard met de bisschop van Münster (hun landsheer) in een vete geraakt. Tegelijkertijd vond er een conflict tussen Otto von Ahaus en de graven van Steinfurt plaats, waarbij de borgmannen van Nienborg zich aan de kant van de Steinfurters hadden geschaard. Gerhard van Bermentvelde was getrouwd met Gozita van Nienborg. Omwille van het gevaar van verdere verspreiding van deze vete hadden Johan en zoon Gerhard van Bermentvelde in 1323 moeten afzien van hun leenrecht tegenover de graaf van Gelre aan de heerlijkheid Bermentvelde. Onder beheer en met de instemming van een getuigschrift van Hendrik I van Wisch als verwant en Gelders ambtman droegen de Bermentvelders hun leenrecht over aan Johannis van Doring, die daar nu mee werd beleend.
Desalniettemin verwoestte in 1324 de Bisschop van Münster het kasteel van Barnsfeld, en in 1326 is de vete en de Strijd om Bredevoort (1322-1326) daarmee definitief ten einde. Johannis van Doring (dictus van Gemen) stierf in 1329. Het leenrecht van de heerlijkheid Bermentvelde aan Ramsdorf ligt dan bij de Familie van Döring en werd daarna toegekend aan Ludolf Werence, de neef van Johan Döring.
Tegenwoordig is het kasteel van Ramsdorf in gebruik als streekmuseum.
In veel Westfaalse, Nedersaksische en Oost-Nederlandse stadjes en dorpen bestond tot halverwege de 20e eeuw de situatie, dat er twee aparte gemeenten bestonden: de gemeente die het stadje omvatte, en de gemeente die bestond uit de omliggende boerderijen. Deze boerderijen waren sedert de middeleeuwen om uiteenlopende redenen gegroepeerd tot boerschappen (Duits: Bauerschaften). De boeren van zo'n Bauerschaft regelden een aantal zaken onderling, zoals het gebruik van gemeenschappelijke weides, gemeenschappelijke begrazing in bos of heide (Allmende), het onderling beslechten van geschillen over erfrecht of weiderecht, enz. Een aantal van zulke Bauerschaften samen vormde een kerspel (Duits: Kirchspiel): de boeren van deze Bauerschaften bezochten 's zondags alle dezelfde kerk. Veel van die kerspels ontwikkelden zich tot bestuurseenheden op het niveau van burgerlijke gemeente. In Nederland was Delden het belangrijkste voorbeeld van zo'n dubbelgemeente (Stad Delden en Ambt Delden). Na de Tweede Wereldoorlog zijn deze dubbelgemeenten vrijwel allemaal tot één gemeente gefuseerd.
Het bovenstaande gaat ook op voor Ramsdorf, waar een aparte gemeente Kirchspiel Ramsdorf omheen lag. Beide gemeenten zijn in 1959 samengevoegd.

## Bezienswaardigheden
- Het kasteel van Ramsdorf: het huidige gebouw dateert uit 1732 en dient als streekmuseum.
- De St. Walburgakerk

## Meteoriet
Op 26 juli in het jaar 1958 vielen in Ramsdorf, rond 18:30 uur, brokstukken van een meteoriet. Kinderen waren hier getuige van en twee brokstukken met het gewicht van 4680 gram en 2015 gram werden geborgen.